# One Million Bulgarians
One Million Bulgarians – polski zespół nowofalowy.

## Historia
Zespół powstał wiosną 1986 roku w Rzeszowie z punkrockowej formacji Red Star. Został założony przez Jacka Langa, Piotra Wallacha i Krzysztofa Trznadla.
Muzycy zadebiutowali wkrótce w ramach narodowego święta Iraku zorganizowanego przez studentów irackich, kształcących się w ówczesnej Politechnice Rzeszowskiej. Szerszej publiczności zaprezentowali się na FMR Jarocin '86, Róbrege, FAMIE i Poza Kontrolą.
W listopadzie w studiu CCS nagrali swoje pierwsze utwory (m.in. „Czerwone krzaki”), które były emitowane przez Rozgłośnię Harcerską i III Program PR. Wiosną 1987 zespół przystąpił do nagrania debiutanckiego albumu, który miał ukazać się nakładem Klubu Płytowego Razem pt. One Million Bulgarians. Płyta została jednak zatrzymana przez ówczesną cenzurę ze względu na antykomunistyczne treści. Dopiero w 2004 roku została oficjalnie wydana przez firmę Pop Noise jako Pierwsza płyta.
Latem 1987 odszedł z zespołu Wallach (utworzył Aurorę), którego na krótko zastąpił Darek Kulda (Kosmetyki Mrs. Pinki). Muzycy zagrali w tym czasie wiele niezależnych występów i tras koncertowych w całej Polsce (m.in. „FMR Jarocin”, FAMA, „Róbrege”), oraz na Festiwalu Piosenki Polskiej w Witebsku (wówczas ZSRR).
Na przełomie 1987/1988 do zespołu dołączyli: gitarzysta Stefan Ryszkowski i perkusista Leszek Dziarek. W tym składzie zespół przystąpił do kolejnych nagrań na drugi album Blues? (który ukazał się z trzyletnim opóźnieniem w 1990 roku) i po raz kolejny wziął udział w kolejnych edycjach FAMY, Róbrege, a także zagrał trasę po Ukrainie (Lwów) i Czechosłowacji (Praga, Most, Karlowe Wary, Chrudim). W tym czasie Ryszkowskiego zastąpił Andrzej Paprot.
W lipcu 1989 Lang i Trznadel, nie doczekawszy się wydania dwóch pierwszych płyt, udali się do Francji. W tamtejszych studiach zrealizowali (w duecie) trzeci album Teraz albo nigdy (jego tytuł nawiązywał do ówczesnej sytuacji w Polsce), który wydała francuska firma Gorgone. Utwory z płyty prezentowane były we Francji, Niemczech i Japonii. Kiedy do Langa i Trznadla dołączyli Dziarek i czeski gitarzysta Josef Pavlovski, zespół zagrał trasę po Francji i Holandii (1990/1991). Pod koniec 1990 Dziarka zastąpił Francuz Guiliame Genta. One Million Bulgarians działali we Francji oficjalnie, przy bezpośrednim wsparciu ówczesnego ministra kultury i sztuki Jacka Langa. Przypadkowa zbieżność imion i nazwisk lidera OMB i ministra budziła pozytywne emocje w muzycznym środowisku Paryża (obaj panowie spotkali się wiosną 1990) i stała się reklamą dla zespołu.
Po czterech latach (1993) muzycy wrócili do Polski i w składzie uzupełnionym o basistę Marcina Ciempiela i (ponownie) gitarzystę Andrzeja Paprota przystąpili do nagrania albumu Langusta. Po nagraniu płyty wzięli udział w katowickich Odjazdach i FMR Jarocin '94. Kiedy w 1995 OMB opuścił Trznadel aktywność zespołu zmniejszyła się, w tym czasie często zmieniał się skład (m.in. Tomasz Rzeszutek, Piotr Zygo). W 1999 zespół przypomniał się piosenką Depeche Mode „A Question of Time”, która została umieszczona na polskim tribute albumie tego wykonawcy.
Do aktywności scenicznej muzycy powrócili w 2001 roku w składzie: Lang (wokal, gitara), Grzegorz Strzępek (perkusja), Grzegorz Pawelec (gitara basowa) i Tim Sanford (saksofon, klawisze), występując m.in. na Castle Party, WOŚP i gdańskich Medykaliach (2002). W tym czasie ukazał się podsumowujący 15-lecie działalności album The Best Of... W 2003 do OMB dołączyły wokalistki: Inga Habiba (Lorien) i Kasia Markiewicz oraz gościnnie: Monika Kubacka (wokal), Krzysztof Nieporęcki (special analog sounds), Robert Pruszkowski (gitara basowa) i Igor Czerniawski (klawisze, samplery). W tym składzie zespół nagrał album Bezrobocie, który został wydany jeszcze w tym samym roku.
W latach 2004–2005 ukazały się dwa albumy: Pierwsza płyta (materiał nagrany w 1987 roku na debiutancki album, który wtedy nie ukazał się) oraz reedycja Langusty uzupełniona dodatkowo bonusami. W 2006 pojawiło się nowe dwupłytowe wydawnictwo z okazji 20-lecia istnienia zespołu pt. Rocklad Jazzdy. Na pierwszej CD znalazły się premierowe utwory, natomiast na drugiej CD dwadzieścia piosenek koncertowych, nagranych w okresie od 1986 do 2006. Między 2006–2007 OMB grało kolejne koncerty. W tym czasie miejsce Strzępka zajął Brytyjczyk Michael Caine, a zespół nagrał piosenkę „A Mens to an End” na kolejny polski tribute album: Warszawa. Tribute to Joy Division.
W maju 2008 Jacek Lang, Inga Habiba, Michael Caine oraz kolejny Brytyjczyk Mat Vilder (gitara basowa) nagrali singla „Piekło dla gwiazd”, który był zwiastunem kolejnej płyty – Wydobycie.
21 czerwca 2016 miała miejsce premiera płyty Efekt ostatniej płyty, wydanej z okazji 30-lecia zespołu.

## Muzycy
- Jacek Lang – wokal, gitara, gitara basowa, perkusja, samplery, instr. perkusyjne
- Piotr Wallach – gitara, chórki
- Krzysztof Trznadel – gitara, gitara basowa, chórki
- Darek Kulda – gitara
- Stefan Ryszkowski – gitara
- Leszek Dziarek – perkusja
- Andrzej „Szprot” Paprot – gitara
- Guiliame Genta – perkusja
- Josef Pavlovski – gitara basowa
- Marcin Ciempiel – gitara basowa
- Tomasz Rzeszutek – gitara basowa
- Piotr Zygo – klawisze
- Grzegorz Łagodziński – wokal
- Grzegorz Strzępek – perkusja, chórki
- Grzegorz „Getos” Pawelec – gitara basowa
- Tim Sanford – saksofon, syntezator, gitara, chórki
- Inga Habiba – wokal
- Katarzyna Markiewicz – wokal
- Robert Pruszkowski – gitara, gitara basowa, sample
- Michael Caine – perkusja
- Mat Vidler – gitara basowa

gościnnie
- Igor Czerniawski – sample, instrumenty klawiszowe
- Zbigniew Działa – chórki
- Monika Kubacka – śpiew, chórki
- Krzysztof Nieporęcki – analog sounds, sampler
- Andrzej Paulukiewicz – chórki
- Beata „Dzika” Przybysz – wokal
- Janusz Stega – chórki

## Dyskografia

### Albumy
- Blues? – LP, MC (Polskie Nagrania 1990)
- Teraz albo nigdy – LP, CD, MC (Gorgone Productions 1990)
- Langusta – CD, MC (MJM Music PL 1994) CD (Universal Music Polska 2005 – reedycja)
- The Best Of... – CD, MC (Koch International Poland 2001)
- Bezrobocie – CD (Furia Musica 2003)
- Pierwsza płyta – CD (Pop Noise 2004)
- Rocklad Jazzdy – 2CD (Metal Mind Productions 2006)
- Wydobycie – mp3 (2012-12-12)[3][4]
- Efekt ostatniej płyty – CD (2016)

### Kompilacje
- Radio nieprzemakalnych – LP (Wifon 1988) – utwór: „Czerwone krzaki”
- Nowa siła – CD, MC (MJM Music PL 1994) – utwory: „Nowa siła”, „Wiadomości”
- (Nie całkiem) Nowa siła 2 – CD (MJM music PL 1995) – utwór: „Trip”
- Przeboje radiowej Trójki 1987 – CD, MC (Pomaton EMI 1998) – utwór: „Czerwone krzaki”
- Master Of Celebration – Polish Artists Present Depeche Mode’s Songs – CD, MC (Pomaton EMI 1999) – utwór: „A Question of Time”
- Marek Gaszyński 40 lat z polskim radiem i piosenką – CD, MC (Polskie Radio 2003) – utwór: „A ty śpij”
- Warszawa. Tribute to Joy Division – CD (Kuka Records 2007) – utwór: „A Means To An End”

## Teledyski
- „Czerwone krzaki”
- „Nasycony”
- „Trip” – luz
- „Trip” – 2
- „Camera”
- „Przymarszcz”
- „Bezrobocie”
- „Wulkan”